# Фрозио, Иво
Иво́ Фро́зио (итал. Ivo Frosio; 27 апреля 1930, Локарно, Тичино или Муральто, Тичино — 18 апреля 2019) — швейцарский футболист, играл на позиции полузащитника; участник чемпионата мира 1954 года.

## Биография

### Клубная карьера
Фрозио начал карьеру в «Локарно», в котором отыграл один сезон.
В 1950 году Фрозио перешёл в «Цюрих», в котором отыграл один сезон и перешёл в «Грассхоппер». В составе «Грассхоппера» он отыграл пять сезонов, выиграв с командой два чемпионских титула и два Кубка Швейцарии. В 1957 году Фрозио стал игроком «Лугано», в котором отыграл четыре сезона и завершил карьеру игрока.

### Карьера в сборной
В составе сборной Швейцарии принимал участие на чемпионате мира 1954 года, но на турнире был запасным и на поле так и не вышел. Всего за сборную Швейцарии сыграл 13 матчей, в которых не забил ни одного мяча.

### Смерть
Скончался 18 апреля 2019 года за 9 дней до своего 89-летия.

## Достижения
«Грассхоппер»
- Чемпион Швейцарии (2) : 1951/52, 1955/56
- Обладатель Кубка Швейцарии (2) : 1951/52, 1955/56